# Comté de Kendall (Texas)
Pour l’article homonyme, voir Comté de Kendall (Illinois).
Le comté de Kendall, en anglais : Kendall County, est un comté situé sur le plateau d'Edwards au sud de la partie centrale de l'État du Texas aux États-Unis. Fondé le 10 janvier 1862, son siège de comté est la ville de Boerne. Selon le recensement des États-Unis de 2020, sa population est de 44 279 habitants. Le comté a une superficie de 1 716 km2, dont 1 715 km2 en surfaces terrestres. Il est nommé en l'honneur de George Wilkins Kendall, un journaliste qui a rendu compte de la guerre américano-mexicaine. 

## Organisation du comté
Le comté de Kendall est créé le 10 janvier 1862 à partir de terres des comtés de Blanco et de Kerr. Il est définitivement autonome et organisé le 18 janvier 1862.
Il est baptisé à la mémoire de George Wilkins Kendall, un journaliste et correspondant ayant couvert la guerre américano-mexicaine,,.

## Comtés adjacents
|                  | Comté de Gillespie | Comté de Blanco |
| Comté de Kerr    | comté de Kendall   |                 |
| Comté de Bandera | Comté de Bexar     | Comté de Comal  |

## Géographie - Climat

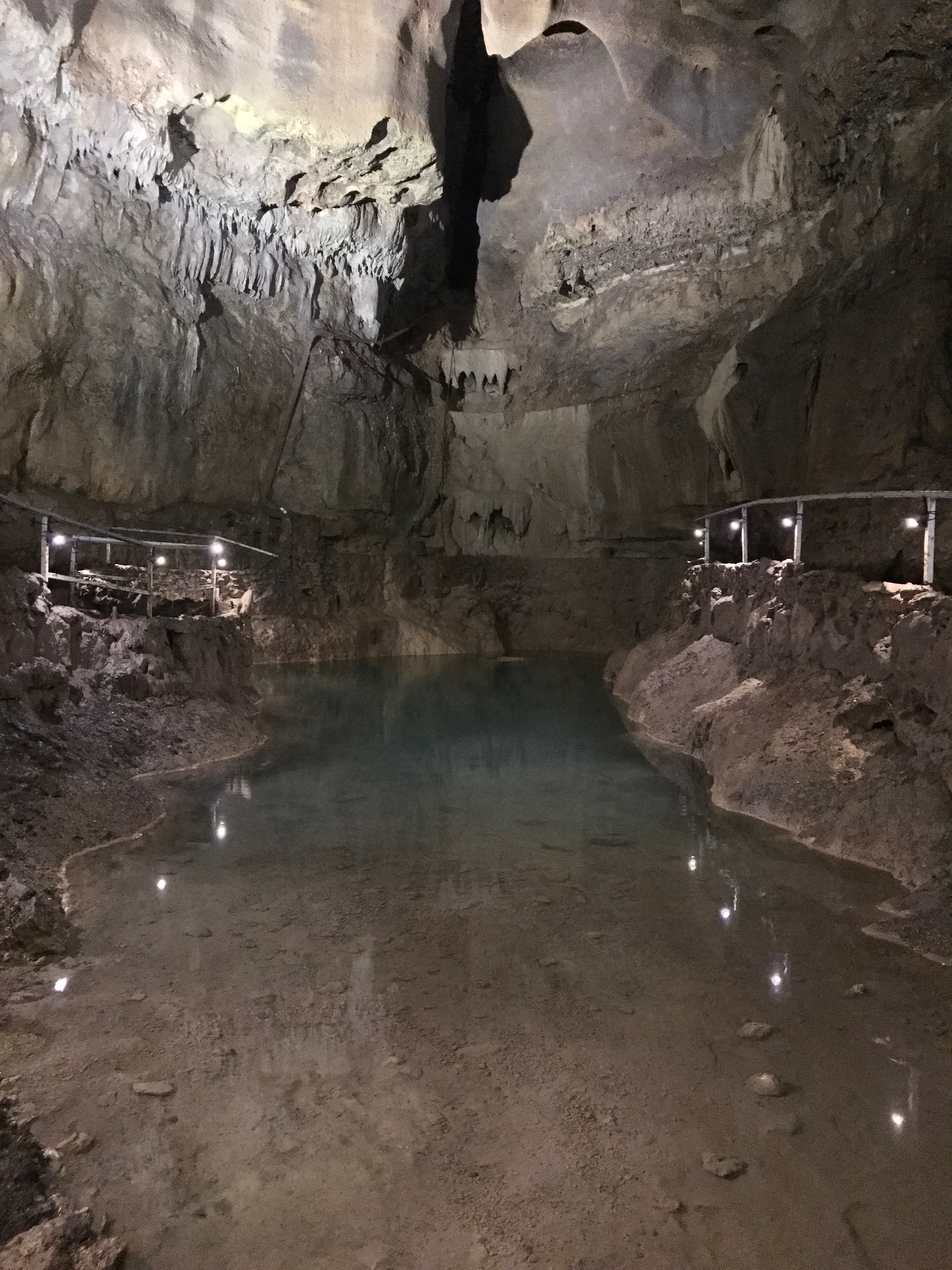
La cathédrale, partie de la grotte appelée Cascade Caverns à Boerne.

Le comté de Kendall est situé sur le plateau d'Edwards au sud de la partie centrale du Texas, aux États-Unis,. Son altitude est comprise entre 304 m et 609 m.
Il est drainé au nord par la rivière Blanco (en) et est traversé au centre, d'ouest en est, par la rivière Guadalupe.
Il a une superficie totale de 1 716 km2, composée de 1 715 km2 de terres et de 1,49 km2 de zones aquatiques.
Le comté a un climat subtropical humide et les précipitations annuelles moyennes sont de 812,8 mm.

## Démographie
Lors du recensement de 2010, le comté comptait une population de 33 410 habitants. Elle est estimée, en 2017, à 44 026 habitants,.

Pyramide des âges du comté de Kendall (2000).

Selon l'American Community Survey, pour la période 2011-2015, 85,52 % de la population âgée de plus de 5 ans déclare parler l'anglais à la maison, 12,81 % déclare parler l'espagnol et 1,67 % une autre langue.